# 沢田とろ
沢田 とろ（さわだ とろ、1957年1月12日 - ）は、日本の漫画家。島根県出身。血液型B型。1979年に「りぼん」9月大増刊号に掲載された『ムースのいじけレポート』でデビュー。代表作は「りぼん」に連載された『てこてこはこべ』。

## 連載作品
- いじけ村のムースくん[1][2]
- てこてこはこべ（全5巻、集英社のりぼんマスコットコミックスから刊行）